# Westerveldita
La westerveldita és un mineral de la classe dels sulfurs. Anomenada així per Jan Westerveld, mineralogista i geòleg de la Universitat d'Amsterdam, Països Baixos.

## Característiques
La westerveldita és un sulfur de fórmula química (Fe,Ni,Co)As. Cristal·litza en el sistema ortoròmbic. La seva duresa a l'escala de Mohs és 5,5 a 6.
Segons la classificació de Nickel-Strunz, la westerveldita pertany a «02.C - Sulfurs metàl·lics, M:S = 1:1 (i similars), amb Ni, Fe, Co, PGE, etc.» juntament amb els següents minerals: achavalita, breithauptita, freboldita, kotulskita, langisita, niquelina, sederholmita, sobolevskita, stumpflita, sudburyita, zlatogorita, pirrotina, smythita, troilita, cherepanovita, modderita, rutenarsenita, jaipurita, mil·lerita, mäkinenita, mackinawita, hexatestibiopanickelita, vavřínita, braggita, cooperita i vysotskita.

## Formació i jaciments
Es troba com a inclusió en maucherita en un context de menes de cromita i nickelina (en roques ultramàfiques serpentinitzades). S'ha trobat associada a maucherita, nickelina, cobaltita, löl·lingita niquelífera, gersdorffita rica en ferro i cobalt,
rammelsbergita, antimoni natiu i serpentina.